# 小島藤子
小島 藤子（こじま ふじこ、1993年〈平成5年〉12月16日 - ）は、日本の女優、ファッションモデル、タレント。東京都出身。ABP inc.所属。

## 略歴
小学6年生の時、レンタルビデオ店で、父親と一緒にアニメのビデオを選んでいる所をスカウトされ、現在の事務所に所属。
2006年9月、雑誌『ニコ☆プチ』（新潮社）の創刊号で専属モデルになる。しかしその直後に『ラブベリー』（徳間書店）へ移籍。
2007年4月、『おはスタ』（テレビ東京）のおはガールとして、前田希美、長野せりな（アイドリング!!!）と共に、1年間のレギュラー出演。
2008年4月、『キミ犯人じゃないよね?』（テレビ朝日）で事務所の先輩である貫地谷しほりの妹役を演じ、女優としてデビュー。
2009年、『おっぱいバレー』で映画初出演。ドラマ『小公女セイラ』で主人公セイラをいじめる、武田真里亜役を演じ、注目されるようになる。
2010年、『とめはねっ! 鈴里高校書道部』や『書道ガールズ!! わたしたちの甲子園』といった特技の書道を生かした作品の出演が続く。『書道ガールズ!!わたしたちの甲子園』では、性格の悪い役やいじめ役とは打って変わり、いじめが原因で心を閉ざした役を演じている。
2011年、『明日の光をつかめ2』でドラマ初主演。
2018年、『馬の骨』で映画初主演。

## 人物
- 身長は160cm。靴のサイズは23.5cm。スリーサイズはB77cm・W58cm・H82cm。
- ニックネームは「ふーちゃん」「ふにこ」。趣味は音楽鑑賞、ギター、ショッピング。特技は書道、軟式テニス。
- 藤子という名前は「藤の花のようにきれいに」という理由で祖父が名付けたという[3]。
- スタジオジブリ作品が好きで、一番好きなのは『耳をすませば』、二番目は『紅の豚』[注 1]。
- 本人曰く「見た目からクールとかミステリアスに思われがちだが、実は中身はポンコツ[6]」。
- NMB48の元メンバーである上西恵と仲が良く、お互いのInstagramではツーショット写真を投稿するなどしている。
- 人見知りな性格であり、歌手の清水翔太と共演したときはお互いに人見知りであり、一言もはなさなかった。

## 出演

### テレビドラマ
- キミ犯人じゃないよね?（2008年4月11日 - 6月13日、テレビ朝日） - 森田かえで 役
- キャットストリート 第2話（2008年9月4日、NHK総合）
- 小公女セイラ（2009年10月17日 - 12月19日、TBS） - 武田真里亜 役
- とめはねっ! 鈴里高校書道部（2010年1月7日 - 2月11日、NHK総合）
- 日本人の知らない日本語 第9話（2010年9月9日、読売テレビ） - アヤカ 役
- 恋するキムチ（2011年5月4日、NHK岐阜） - 加藤春香 役
- アスコーマーチ〜明日香工業高校物語〜 第1話（2011年4月24日、テレビ朝日） - 柚季 役
- 明日の光をつかめ2（2011年7月4日 - 9月2日、東海テレビ） - 主演・磯山希望 役
- ティーンコート 第1話 - 第2話（2012年1月10日 - 17日、日本テレビ） - 寺西優衣 役
- 連続テレビ小説（NHK総合）
  - カーネーション 第22週 - 最終週（2012年3月3日 - 31日） - 小原里香 役
  - ひよっこ 第5週 - 最終週（2017年5月 - 9月） - 秋葉（高島）幸子 役[7]
- ブラックボード〜時代と戦った教師たち〜 第3夜（2012年4月7日、TBS） - 桧山綾香 役
- 私立バカレア高校 第8話（2012年6月2日、日本テレビ） - 梨紗 役
- 早海さんと呼ばれる日スペシャル（2012年6月10日、フジテレビ） - 相原希 役
- スプラウト（2012年7月7日 - 9月29日、日本テレビ） - 小澤みゆき 役
- 怪速少女（2012年11月23日、NHK Eテレ） - 主演・山崎マコト 役
- ピン女のメリークリスマス〜恋したい、恋しようとしない、恋できない。〜（2012年12月17日 - 19日、日本テレビ） - 千葉りいこ 役
- ラストホープ 第2話（2013年1月22日、フジテレビ） - 櫻井菜穂 役
- ストロベリーナイト アフター・ザ・インビジブルレイン「沈黙怨嗟 / サイレントマーダー」（2013年1月26日、フジテレビ） - 谷川千尋 役
- 35歳の高校生（2013年4月13日 - 6月22日、日本テレビ） - 国分萌 役
- 真夜中のパン屋さん（2013年4月28日 - 6月16日、NHK BSプレミアム） - 三木涼香 役
- 謎解きはディナーのあとでスペシャル 船上探偵・影山 CASE4（2013年8月2日、フジテレビ） - 浜野桃花 役
- 二十四の瞳（2013年8月4日、テレビ朝日） - 山石早苗 役
- 山田くんと7人の魔女（2013年8月24日 - 9月28日、フジテレビ） - 猿島マリア 役[注 2]
- リーガルハイ 第二期：第1話（2013年10月9日、フジテレビ） - 南風るんるん 役
- 東京バンドワゴン〜下町大家族物語 第2・8話（2013年10月19日・11月30日、日本テレビ） - 増谷玲井奈 役
- 田上トパーズ!（2013年12月11日、NHK BSプレミアム） - 水島陽菜 役
- 終着駅の牛尾刑事VS事件記者・冴子13（2013年12月28日、テレビ朝日） - 金沢夏生 役
- 鼠、江戸を疾る 第1話（2014年1月9日、NHK総合） - すが 役
- ロストデイズ（2014年1月11日 - 3月15日、フジテレビ） - 笛木茉奈 役
- アゲイン!!（2014年7月20日 - 9月21日、毎日放送） - 柴田麗緒 役
- ゼロの真実〜監察医・松本真央〜 最終話（2014年9月4日、テレビ朝日） - 内野ひかり 役
- Dr.ナースエイド（2014年11月7日、日本テレビ） - 高野夏 役
- なぜ東堂院聖也16歳は彼女が出来ないのか? 第4話（2014年11月10日、名古屋テレビ） - 浅井南 役
- 狩猟雪姫（2014年11月29日、関西テレビ） - 主演・中西雪 役[8]
- 大河ドラマ 花燃ゆ（2015年1月4日 - 12月13日、NHK総合） - 吉田ふさ 役[9]
- 死の臓器（2015年7月12日 - 8月9日、WOWOW） - 高倉裕美 役
- ホテルコンシェルジュ 第8話（2015年9月1日、TBS） - 真島咲希 役
- 永久就職試験（2015年10月16日 - 11月6日、日本テレビ） - 前川彩 役[10]
- HiGH&LOW〜THE STORY OF S.W.O.R.D.〜（2015年10月 - 12月、日本テレビ） - 純子 役
- ダメな私に恋してください（2016年1月12日 - 3月15日、TBS） - 柴田明日香 役
- リテイク 時をかける想い 第6話（2017年1月14日、東海テレビ） - 北見野絵 役[11][12]
- 水戸黄門 第1話（2017年10月4日、BS-TBS） - おみち 役
- 重要参考人探偵 第4話（2017年11月10日、テレビ朝日） - 高遠薫子 役
- ◯◯な人の末路（2018年4月24日 - 6月26日、日本テレビ） - 長尾千枝 役[13]
- 庶務行員 多加賀主水が悪を断つ（2019年2月10日、テレビ朝日） - 南条薫子 役[14]
- 百合だのかんだの（2019年5月24日 - 7月12日、フジテレビ） - 主演・二宮海里 役（馬場ふみかとダブル主演）[15]
- 簡単なお仕事です。に応募してみた 第7話（2019年9月3日、日本テレビ） - 異世界の村の女性 役
- シャーロック 第4話（2019年10月28日、フジテレビ） - 細谷優子 役
- 来世ではちゃんとします 第2話 - 最終話（2020年1月16日 - 3月26日、テレビ東京） - 桜木亜子 役[16]
  - 来世ではちゃんとします2 第1話・第2話（2021年8月12日・19日）[17][18]
  - 来世ではちゃんとします3 第10話 - 最終話（2023年3月9日 - 3月23日）
- 年下彼氏 第6話「優等生の苦悩」（2020年4月26日、朝日放送テレビ・テレビ朝日） - ヒロイン・桜庭 役[19]
- ディア・ペイシェント〜絆のカルテ〜 第2回（2020年7月24日、NHK[20]） - 笠原祥子 役
- 私たちはどうかしている 第1話（2020年8月12日、日本テレビ） - 佐山真由 役
- 共演NG（2020年10月26日 - 12月14日、テレビ東京） - 楠木美和 役[21][22]
- 刑事7人 SEASON7 第6話（2021年8月25日 テレビ朝日） - 小村理乃 役
- 群青領域 第7話（2021年12月3日、NHK総合）
- 恋せぬふたり（2022年1月10日 - 3月21日、NHK総合） - 門脇千鶴 役[23]
- 特捜9 Season5 第4話（2022年4月27日、テレビ朝日） - 小早川泉役
- 家政夫のミタゾノ 第5シリーズ 第5話（2022年5月20日、テレビ朝日） - 九条久美子 役[24]
- 世にも奇妙な物語’22 夏の特別編「オトドケモノ」（2022年6月18日、フジテレビ） - ヒロイン・山辺ゆかり 役
- スターチャンネル オリジナルドラマプロジェクト「5つの歌詩（うた）」EPISODE 04『何度でも』（2022年8月18日 スターチャンネルEX、9月24日 BS10スターチャンネル） - 福浜綾香 役
- 西村京太郎トラベルミステリー「十津川警部のレクイエム」（2022年12月29日、テレビ朝日） - 二宮ゆき、小菅みな子（二役）[25]
- DOCTORS〜最強の名医〜ファイナル 新春ドラマスペシャル（2023年1月3日、テレビ朝日） - 森脇裕子 役
- Get Ready! 第5話（2023年2月5日、TBS） - 佐々木渚 役[26]
- ガチ恋粘着獣（2023年4月9日 - 6月11日、朝日放送テレビ） - 奈緒 役[27]
- 勝利の法廷式 第1話（2023年4月13日、読売テレビ・日本テレビ） - 足立遥 役[28]
- グランマの憂鬱 第5話・最終話（2023年5月6日・27日、東海テレビ・フジテレビ） - 迫田好美 役
- 十津川警部の事件簿「終着駅殺人事件」（2023年10月9日、テレビ東京） - 樋口まゆみ 役[29]
- ナースが婚活 第3話（2024年1月25日、テレビ東京） - 野町千晶 役[30][31]
- ブラックガールズトーク 第2話（2024年2月12日、テレビ東京） - 久保みずき 役
- 御社の乱れ正します! 第1話・2話（2024年4月2日・9日、BS-TBS） - 高橋さつき 役[32]
- 嗤う淑女 第1話・第3話・第8話・最終話（2024年7月27日・8月10日・9月15日・21日、東海テレビ・フジテレビ系） - 鷺沼紗代 役[33]
- 降り積もれ孤独な死よ 第5話・第6話（2024年8月4日・11日、読売テレビ・日本テレビ系） - 米田深雪 役[34]
- 愛人転生 -サレ妻は死んだ後に復讐する-（2024年9月6日 - 10月25日、毎日放送） - 真山千里 役[35]
- ベイビーわるきゅーれエブリデイ！ 第8話・第9話・第11話  (2024年10月24・31・11月14日、テレビ東京) - 栗原真央役
- モンスター 最終話（2024年12月23日、関西テレビ・フジテレビ） - 武内涼香 役[36]
- ワタシってサバサバしてるから2（2025年2月5日、NHK BSプレミアム4K / 2025年5月5日 - 6月5日、NHK総合） - 安野アカリ 役[37]
- 波うららかに、めおと日和 第3話 - 第5話（2025年5月8日 - 22日、フジテレビ） - 秋山潤子 役[38]
- DOCTOR PRICE 第2話（2025年7月13日、読売テレビ・日本テレビ） - 安斎香織 役[39]

### 映画
- おっぱいバレー（2009年4月18日、ワーナー・ブラザース映画 / 東映） - 草間理恵 役
- 書道ガールズ!! わたしたちの甲子園（2010年5月15日、ワーナー・ブラザース映画） - 山本小春 役
- ランウェイ☆ビート（2011年3月19日、松竹） - 清水圭子 役
- らもトリップ 「クロウリング・キング・スネイク」（2012年2月25日、東京藝術大学） - 萩本かなえ 役
- 悪の教典（2012年11月10日、東宝） - 阿部美咲 役
- 劇場版 零〜ゼロ〜（2014年9月26日、KADOKAWA） - 鈴森リサ 役[注 3]
- 五つ星ツーリスト THE MOVIE 〜究極の京都旅、ご案内します!!〜（2015年3月27日、第7回沖縄国際映画祭上映作品）
- ROAD TO HiGH&LOW（2016年5月7日、松竹）
  - HiGH&LOW THE MOVIE（2016年7月16日、松竹） - 純子 役
- 青空エール（2016年8月20日、東宝） - 春日瞳 役[40]
- 氷菓（2017年11月3日、KADOKAWA） - 伊原摩耶花 役[41]
- 馬の骨（2018年6月2日、オフィス桐生） - 主演・ユカ 役[5]
- この道（2019年1月11日、HIGH BROW CINEMA） - 女性記者 役
- 映画 としまえん（2019年5月10日、東映ビデオ） - 香西杏樹 役[42]
- 君がいる、いた、そんな時。（2020年6月13日、とび級プログラム） - 山崎祥子 役
- オレたち応援屋!! We are Oh&Yeah!!（2020年10月23日、東宝） - ヒロイン・小柳沙織 役[43]
- 漆黒天 -終の語り-（2022年6月24日、東映ビデオ） - 富士 役[44]
- 三日月とネコ（2024年5月24日、ギグリーボックス）[45]

### バラエティ
- おはスタ（2007年4月5日 - 2008年3月28日、テレビ東京） - おはガール
- クリック!日テレプラス（2010年5月5日 - 11日、日テレプラス）

### その他テレビ番組
- タビノイロ。〜旅美人への手紙〜（2012年12月25日 - 2013年1月22日、フジテレビ） - 旅美人
- run for money 逃走中白雪姫と７人の侍 - 白雪姫役 (2014年7月7日)
- 鉄道紀行 ニッポンぶらり鉄道旅（NHK BSプレミアム） - 旅人
  - 第74回 しなの鉄道・JR信越本線（2016年7月21日）
  - 第121回 JR山手線（2018年2月15日）
  - 第135回 都営地下鉄三田線（2018年7月19日）
  - 第175回 南海電鉄南海本線（2019年12月5日）
- 土曜スペシャル「カメラ好き芸能人が撮る！にっぽんの絶景 キセキの瞬間」（2017年7月22日、テレビ東京） - 旅人
- 映画館へ行こう with ELLE（2017年7月7日 - 、ムービープラス） - 番組MC
- Jのミリョク第7回（湘南ベルマーレの魅力を紹介。）（2018年5月19日、テレビ朝日） - ナビゲーター
- スマイルすきっぷ〜明日の元気をフルチャージ!〜（2019年5月3日、TBSテレビ）
- アーカイブス映像でよみがえる にっぽんの鉄道「蒸気機関車」 (2022年6月12日、NHK総合） - リポーター [46]

### 舞台
- 朗読劇 私の頭の中の消しゴム 6th letter（2014年6月5日・7日、天王洲銀河劇場） - 瀬田（高原）薫 役
- GO WEST（2015年6月、天王洲銀河劇場） - ドリュー 役[47]
- 漆黒天 -始の語り-（2022年8月 - 9月、サンシャイン劇場、梅田芸術劇場シアター・ドラマシティ） - 富士 役[44]
- 星の王子さま Le Petit Prince 〜きみとぼく〜（2024年3月15日、BAROOM） - 王子 役[48]
- 舞台版 嫌われる勇気（2024年9月23日 - 29日、紀伊國屋ホール）[49]
- 年下彼氏〜君のとなりで〜（2025年2月22日 - 3月9日、森ノ宮ピロティホール / 3月15日・16日、キャナルシティ劇場 / 3月22日 - 4月6日、東京グローブ座） - レイ 役[50]

### 配信ドラマ
- 虹の向こうへ（2010年11月1日 - 全15話、BeeTV） - 原田知香 役
- 臨床犯罪学者 火村英生の推理 Another Story1（2016年3月20日よりHulu限定配信、日本テレビ） - 奈保 役
- 福家堂本舗 -KYOTO LOVE STORY-（2016年10月、Amazonプライム・ビデオ） - 市雀（中村紗十子）役
- 配信ボーイ 〜ボクがYouTuberになった理由〜（2018年3月24日 - 3月30日、dTV） - はる 役[51]
- さまぁ〜ずハウス（2018年4月6日、Amazonプライム・ビデオ）#7「退治」 - 妻 役[52]
- 百合だのかんだの（2019年5月24日、フジテレビオンデマンド） - 二宮海里 役[53]
- Life 線上の僕ら（2020年6月19日 - 7月10日配信、Rakuten TV・ビデオマーケット）- 白石穂香 役
- 殺したいほど疲れてる!〜「共演NG」のホントにNGな舞台裏〜（2020年10月26日 - 12月14日、Paravi） - 楠木美和 役
- トリッパーズ（2024年8月9日 - 、YouTube 他） - 朝美 役[54]

### ラジオドラマ
- 葡萄の秘密（2010年12月18日、NHK-FM） - 黒田響子 役
- 私の彼はポアンカレー（2012年3月26日 - 30日、NHK-FM） - 主演・ニシヤマアカネ 役
- 春を待つ雪（2013年1月19日、NHK-FM） - 寺岡愛 役

### ラジオ
- HAPPY BIRTHDAY for children（2010年3月15日、J-WAVE）

### CM
- NTTdocomo 応援学割（2011年2月 - ）
- SONY WALKMAN S series（2011年12月 - ）
- 大和ハウス工業 xevo＋免震システム（2012年4月 - ）[55]
- 三菱UFJニコス MUFGカードゴールド（2012年7月 - ）[56]
- SoftBank iPhone 5 「SMILE」（2013年3月 - ）
- チュチュアンナ（2013年9月 - ）[57]
- 山崎製パン 中華まん（2014年12月 - ）[58]
- トヨタ自動車 トリプルアシスト「もしも私が 朝篇」「もしも私が 夜篇」（2015年12月 - ）
- Nintendo Switch「ゼルダの伝説 ティアーズ オブ ザ キングダム」篇（2023年12月 - ）

### MV
- ketchup mania 「F.L.A.G」（2008年6月11日）
- THE KIDDIE 「elite STAR+」（2009年7月8日）
- Lil'B 「大好きだよ」（2011年1月19日）
- KNOCK OUT MONKEY
  - 「Primal」[59][60][61][注 4]（2013年3月6日）
  - 「Climber」[62][63][64][注 4]（2013年3月6日）
- SPICY CHOCOLATE 「I miss you feat.清水翔太」（2014年10月22日）[注 5]
- 清水翔太 「I miss you -refrain-」（2015年1月25日）
- indigo la End 「雫に恋して／忘れて花束」（2015年9月16日、両曲のPVに出演）
- DOBERMAN INFINITY 「to YOU」（2018年4月18日）

### CDジャケット
- SPICY CHOCOLATE 「渋谷純愛物語」（2014年10月22日）
- indigo la End 「雫に恋して／忘れて花束」（2015年9月16日）

### 広告
- ベルビー赤坂 クリスマスキャンペーンポスター（2009年）
- 一蔵 振袖レンタルオンディーヌイメージモデル（2012年）
- ポイント LOWRYS FARMイメージキャラクター（2014年）

## 書籍

### 写真集
- fuwa♥fuwa（2009年12月16日、ワニブックス、撮影：渡辺達生）ISBN 978-4847042324
- aBUTTON VOL.7_言葉 小島藤子（2012年2月29日、パルコ出版、撮影：横浪修）ISBN 978-4891949426
- FUJIKO（2012年12月15日、ワニブックス、撮影：渡辺達生）ISBN 978-4847045158

### 雑誌
- ディズニーファン（講談社）
- ニコ☆プチ（新潮社）専属モデル
- ラブベリー（徳間書店）専属モデル